# Żiwko Czingo
Żiwko Czingo (lub Živko Čingo, cyryl. Живко Чинго; ur. 13 sierpnia 1935 we wsi Wełgoszti niedaleko Ochrydy, zm. 11 sierpnia 1987 w Ochrydzie) – macedoński pisarz, dramaturg i dziennikarz.

## Życiorys
Ukończył studia na wydziale filozoficznym uniwersytetu w Skopju. Przez jakiś czas pracował jako nauczyciel w gimnazjum ochrydzkim a potem podjął pracę w redakcji czasopism Studentski zbor, Mład borec oraz w ośrodku radiowo-telewizyjnym w Skopju. Był także dyrektorem Macedońskiego Teatru Narodowego. Od 1963 r. członek Związku Pisarzy Macedonii.
Zadebiutował pod koniec lat 50. na łamach prasy. Pierwszy tom opowiadań, opublikowany w 1961 r. pod tytułem Paskwelija został uznany przez macedońską krytykę za objawienie literackie. Wraz z wydanym w 1965 r. zbiorem opowiadań Nowa Paskwelija obydwie książki tworzą tzw. cykl paskwelski. Opublikowana w 1971 r. powieść Wielka woda (Големата вода) uznana została za jedną z najważniejszych powieści współczesnej literatury macedońskiej.
W 1973 r. Czingo opublikował powieść dla dzieci pt. Сребрени снегови (Srebrne śniegi).
Utwory pisarza tłumaczone były na język serbsko-chorwacki, albański, słoweński, rosyjski, francuski, węgierski i niemiecki. W przekładzie na język polski ukazał się tom opowiadań pt. Daleko stąd, w Paskwelii (zawierający przekład opowiadań z tomu Paskwelija) w tłumaczeniu Danuty Ćirlić-Straszyńskiej, Warszawa 1974 oraz powieść Wielka woda, również przełożona przez D. Ćirlić-Straszyńską, Warszawa 1984. Na łamach Literatura na Świecie ukazały się ponadto przekłady opowiadań pisarza: Wiejski bibliotekarz w przekładzie D. Ćirlić-Straszyńskiej (LnŚ, nr 2/1982, s. 320-331) z wydanego po serbsko-chorwacku tomu Zaljubljeni duh (1976), oraz Tatko, tej samej tłumaczki (LnŚ, nr 5/1985, s. 152-162).

## Publikacje
- 1963 - Пасквелија (opowiadania)
- 1965 - Семејството Огулиновци (opowiadania)
- 1965 - Нова Пасквелија (opowiadania)
- 1966 - Сребрени снегови (powieść dla dzieci)
- 1970 - Пожар (opowiadania)
- 1971 - Големата вода (powieść)
- 1971 - Жед (scenariusz)
- 1971 - Поле (scenariusz)
- 1973 - Образов (dramat teatralny)
- 1976 - Ѕидот, водата (dramat)
- 1976 - Вљубениот дух (opowiadania)
- 1979 - Кенгурски скок (dramat)
- 1982 - Макавејските празници (dramat)
- 1984 - Накусо (opowiadania)
- 1988 - Пчеларник (scenariusz)
- 1989 - Гроб за душата (opowiadania)
- 1989 - Бабаџан (powieść)
- 1989 - Бунило (opowiadania)